# Coupe du monde de combiné nordique 1999-2000
Navigation
1998–1999 2000–2001
| \| Lillehammer Vuokatti Oberwiesenthal Reit im Winkl Schonach Val di Fiemme Breitenwang Liberec Chaux-Neuve Lahti Oslo Santa Caterina \| Les sites des compétitions en Europe. |
| Lillehammer Vuokatti Oberwiesenthal Reit im Winkl Schonach Val di Fiemme Breitenwang Liberec Chaux-Neuve Lahti Oslo Santa Caterina                                             |

| \| Steamboat Springs \| Le site de la compétition aux États-Unis. |
| Steamboat Springs                                                 |

| \| Hakuba Nozawa Onsen Sapporo \| Les sites des compétitions au Japon. |
| Hakuba Nozawa Onsen Sapporo                                            |

La Coupe du monde de combiné nordique 2000 aurait dû commencer le 4 décembre à Lillehammer, mais cette épreuve fut annulée. Elle commença donc le 9 décembre à Vuokatti, en Finlande.

## Classement final
| Rang | Nom              | Pays               | Points |
| ---- | ---------------- | ------------------ | ------ |
| 1    | Samppa Lajunen   | Finlande           | 2175   |
| 2    | Bjarte Engen Vik | Norvège            | 1990   |
| 3    | Ladislav Rygl    | République tchèque | 1274   |
| 4    | Todd Lodwick     | États-Unis         | 1138   |
| 5    | Ronny Ackermann  | Allemagne          | 1100   |
| 6    | Kenji Ogiwara    | Japon              | 1076   |
| 7    | Felix Gottwald   | Autriche           | 1020   |
| 8    | Mario Stecher    | Autriche           | 955    |
| 9    | Hannu Manninen   | Finlande           | 898    |
| 10   | Jari Mantila     | Finlande           | 880    |

## Calendrier
| Étape                              | Date             | Épreuve                             | Vainqueur                                                    | Deuxième                                                    | Troisième                                                       | Leader de la coupe du monde |
| Lillehammer                        |                  |                                     |                                                              |                                                             |                                                                 |                             |
| 1.                                 | 4 décembre 1999  | Gundersen individuel – K90 / 120 km | Épreuves annulées                                            | Épreuves annulées                                           | Épreuves annulées                                               |                             |
| 2.                                 | 5 décembre 1999  | Sprint – K120 / 7,5 km              | Épreuves annulées                                            | Épreuves annulées                                           | Épreuves annulées                                               |                             |
| Vuokatti                           |                  |                                     |                                                              |                                                             |                                                                 |                             |
| 3.                                 | 9 décembre 1999  | Gundersen individuel – K90 / 15 km  | Ronny Ackermann                                              | Samppa Lajunen                                              | Bjarte Engen Vik                                                | Ronny Ackermann             |
| 4.                                 | 11 décembre 1999 | Sprint – K120 / 7,5 km              | Samppa Lajunen                                               | Bjarte Engen Vik                                            | Hannu Manninen                                                  | Samppa Lajunen              |
| Steamboat Springs                  |                  |                                     |                                                              |                                                             |                                                                 |                             |
| 5.                                 | 19 décembre 1999 | Gundersen individuel – K120 / 15 km | Ladislav Rygl                                                | Samppa Lajunen                                              | Bjarte Engen Vik                                                | Samppa Lajunen              |
| 6.                                 | 21 décembre 1999 | Sprint – K120 / 7,5 km              | Samppa Lajunen                                               | Bjarte Engen Vik                                            | Ladislav Rygl                                                   | Samppa Lajunen              |
| Oberwiesenthal                     |                  |                                     |                                                              |                                                             |                                                                 |                             |
| 7.                                 | 3 janvier 2000   | Gundersen individuel – K90 / 7,5 km | Samppa Lajunen                                               | Bjarte Engen Vik                                            | Jari Mantila                                                    | Samppa Lajunen              |
| Reit im Winkl                      |                  |                                     |                                                              |                                                             |                                                                 |                             |
| 8.                                 | 5 janvier 2000   | Mass start – K90 / 10 km            | Bjarte Engen Vik                                             | Samppa Lajunen                                              | Mario Stecher                                                   | Samppa Lajunen              |
| Schonach (Coupe de la Forêt-noire) |                  |                                     |                                                              |                                                             |                                                                 |                             |
| 9.                                 | 8 janvier 2000   | Gundersen individuel – K90 / 15 km  | Bjarte Engen Vik                                             | Samppa Lajunen                                              | Mario Stecher                                                   | Samppa Lajunen              |
| Val di Fiemme                      |                  |                                     |                                                              |                                                             |                                                                 |                             |
| 10.                                | 11 janvier 2000  | Gundersen individuel – K120 / 15 km | Samppa Lajunen                                               | Kenji Ogiwara                                               | Bjarte Engen Vik                                                | Samppa Lajunen              |
| Breitenwang                        |                  |                                     |                                                              |                                                             |                                                                 |                             |
| 11.                                | 16 janvier 2000  | Sprint – K90 / 7,5 km               | Samppa Lajunen                                               | Ladislav Rygl                                               | Felix Gottwald                                                  | Samppa Lajunen              |
| Liberec                            |                  |                                     |                                                              |                                                             |                                                                 |                             |
| 12.                                | 22 janvier 2000  | Gundersen individuel – K120 / 15 km | Ladislav Rygl                                                | Samppa Lajunen                                              | Kenji Ogiwara                                                   | Samppa Lajunen              |
| Hakuba                             |                  |                                     |                                                              |                                                             |                                                                 |                             |
| 13.                                | 5 février 2000   | Gundersen individuel – K120 / 15 km | Bjarte Engen Vik                                             | Hannu Manninen                                              | Ronny Ackermann                                                 | Samppa Lajunen              |
| Nozawa Onsen                       |                  |                                     |                                                              |                                                             |                                                                 |                             |
| 14.                                | 8 février 2000   | Sprint – K90 / 7,5 km               | Samppa Lajunen                                               | Bjarte Engen Vik                                            | Ladislav Rygl                                                   | Samppa Lajunen              |
| Sapporo                            |                  |                                     |                                                              |                                                             |                                                                 |                             |
| 15.                                | 11 février 2000  | Gundersen individuel – K120 / 15 km | Kristian Hammer                                              | Todd Lodwick                                                | Mario Stecher                                                   | Samppa Lajunen              |
| Chaux-Neuve                        |                  |                                     |                                                              |                                                             |                                                                 |                             |
| 16.                                | 26 février 2000  | Gundersen individuel – K90 / 15 km  | Samppa Lajunen                                               | Jaakko Tallus                                               | Mario Stecher                                                   | Samppa Lajunen              |
| Lahti                              |                  |                                     |                                                              |                                                             |                                                                 |                             |
| 17.                                | 4 mars 2000      | Sprint – K90 / 7,5 km               | Hannu Manninen                                               | Bjarte Engen Vik                                            | Kristian Hammer                                                 | Samppa Lajunen              |
| Oslo                               |                  |                                     |                                                              |                                                             |                                                                 |                             |
| 18.                                | 10 mars 2000     | Gundersen individuel – K120 / 15 km | Bjarte Engen Vik                                             | Samppa Lajunen                                              | Jaakko Tallus                                                   | Samppa Lajunen              |
| 19.                                | 11 mars 2000     | Sprint – K120 / 7,5 km              | Bjarte Engen Vik                                             | Kenneth Braaten                                             | Kristian Hammer                                                 | Samppa Lajunen              |
| Santa Caterina                     |                  |                                     |                                                              |                                                             |                                                                 |                             |
| 20.                                | 16 mars 2000     | Par équipes – K90 / 3 x 5 km        | Autriche- Michael Gruber - Christoph Bieler - Felix Gottwald | Finlande I- Hannu Manninen - Jaakko Tallus - Samppa Lajunen | Norvège I- Kristian Hammer - Kenneth Braaten - Bjarte Engen Vik | Samppa Lajunen              |
| 21.                                | 17 mars 2000     | Gundersen individuel – K90 / 15 km  | Samppa Lajunen                                               | Kenji Ogiwara                                               | Lars Andreas Østvik                                             | Samppa Lajunen              |